# Symphyogyna interrupta
Symphyogyna interrupta là một loài rêu trong họ Pallaviciniaceae. Loài này được Carrington & Pearson mô tả khoa học đầu tiên.
Danh pháp khoa học của loài này chưa được làm sáng tỏ. 